# 成田劍
成田劍（日语：／ Narita Ken，1964年5月18日—），日本男性配音員、演員。出身於埼玉縣。身高174cm。A型血（Rh-） 。
本名：成田勉（日语：／ Narita Tsutomu）。現在是自由身。

## 來歷
高中時期從兒童劇團所屬演員起家，之後又從音樂劇團、東京兒童兄弟轉往進入青年座養成學校。
劇團青年座時期，成田有參演電視連續劇的經驗。此後經歷Production Baobab、Aksent所屬，2008年4月起以自由身持續參加配音工作。
2008年，為紀念自己出道20週年，5月17在大阪舉行迎接20週年的特別BD TALK LIVE，6月1日東京舉辦。
聲音低沉，多次出演過帥氣型的反派角色。鈴置洋孝於2006年去世之後，於2011年10月1日的《機動戰士鋼彈UC》即時首映會宣布繼承布萊特·諾亞的配音。還有，其本身音質與鈴置相似，因此鈴置生前參演的動畫、海外電影日語配音大部分由成田繼承。

### 人物
劍道初段持有者。其藝名「劍」是母親經友人的姓名判斷時建議之下所決定。
《Code Geass 反叛的魯路修》主要角色傑雷米亞·哥特瓦爾德的配音人選進行時，當時成田只是在閱讀台詞本，就被導演認定這是傑雷米亞的聲音而選上的。
參演《反叛的魯路修》配音以來，由於「Orange」是角色傑雷米亞在作品中設定的暱稱。因此參加其它動畫作品配音時，亦延續了傑雷米亞的暱稱。
興趣有劍道（初段）、打棒球、變戲法（小布袋）、水肺潛水。

## 演出
粗體字表示主要角色。

### 電視動畫
1990年
- 羅賓漢大冒險（買賣商、福克斯）

1992年
- 蠟筆小新（鈴木謙助、年輕刑警、墨鏡男性）

1993年
- 無責任艦長（哈羅魯特·香取、拉德公爵）

1995年
- 黃金勇者（黃金劍士德蘭／黃金合體黃金勇者／天空合體超級黃金勇者／黃金獸合體超級無敵黃金勇者）
- 夢幻遊戲（梶原哲也、朱雀星君、士兵B）
- 咕嚕咕嚕魔法陣 (1994年版)（皇帝）

1996年
- 妖精狩獵者（協會）
- 灰姑娘物語（亞歷克斯）
- 名偵探柯南（江藤）

1997年
- EAT-MAN（日语：EAT-MAN）（史托）
- 吸血姬美夕（西洋神魔 巴力）
- 電光快車俠（光號隊長、電光戰警、E3Racer、日立綠色、旁白）

1998年
- 機器人播音員 MAICO2010（日语：MAICO2010）
- Weiß kreuz （織田信也）
- 金田一少年之事件簿 （大和猛、鳥邊野章[注 2]、國東隆介）
- 銀河漂流華爾分13（阿德爾）
- 玲音（教師、中學教頭）
- 忍者亂太郎（潮江文次郎）
- 南海奇皇（日语：南海奇皇）（海江田吾郎）
- 萬能文化猫娘 （若社長〈三島十三〉）
- 波波羅古洛伊斯物語（風族男子）
- 炸彈人 彈珠人爆外傳（解說寶）
- 夢幻拉拉（科米）
- 名偵探柯南（村木龍一）

1999年
- 亞克傳承（海帶）
- 伊甸少年（威特）
- 金田一少年之事件簿（赤堤響介）
- 天使不設防！（快）

2000年
- 犬夜叉（殺生丸）
- 幻想魔傳 最遊記 （光明三藏）
- 週刊故事樂園（日语：週刊ストーリーランド）（男）

2001年
- 激鬥戰車（真理野館尾）
- HELLSING（保羅·威爾遜）

2002年
- 盜賊王JING（丹達）
- 閃靈二人組（艾吉）
- 攻殼機動隊 STAND ALONE COMPLEX（七尾）

2003年
- 我們這一家（田中、店員）
- 星際少年隊（朝倉醫生）
- L/R -Licensed by Royal-（日语：L/R -Licensed by Royal-）（瑪格麗特）
- SUBMARINE SUPER 99（日语：潜水艦スーパー99）（澤·斯特羅尼斯特羅[6]）
- 機甲露寶（傑伊的父親、愛川誠的父親）
- 廢棄公主（倫納德瓦斯）
- 急救超人兵團（皮埃爾）
- 偵探學園Q（真木慎太郎、多賀研次）
- 驚爆危機？校園篇 （馬尾男）
- 名偵探柯南（南雲伸晴、大賀真哉）
- 妄想科學美少女（一輪）

2004年
- 海底大冒險（日语：アクアキッズ）（達拉）
- 陰陽大戰記（大仙）
- （肉湯老師）
- 混沌武士（士煉）
- 音速小子X（黑那喀索斯）[注 3]
- 去吧！墮落三人組（日语：ズッコケ三人組#アニメ『それいけ! ズッコケ三人組』）（新谷敬三）
- 野坂昭如 戰爭童話集「一艘小型潛水艇愛上鯨魚的故事（日语：小さい潜水艦に恋をしたでかすぎるクジラの話）」（海豚B）
- 月詠 -MOON PHASE-（馬里奧）
- 哆啦A夢 (大山羨代版)（男人A、主持人、播音員）
- 爆裂天使（地下導遊）
- 奇幻兒童（基什內爾）
- 鼻毛真拳（小口君）
- 名偵探柯南（物部雅生）
- 馳風競艇王V（日语：モンキーターン (漫画)）（長尾茂和）
- MONSTER（殺人犯A、刑事A）
- 流星戰隊Musumet （岸田博士）
- 洛克人EXE Stream（砂山登）
- ONE PIECE（馬林、海軍士兵、穆雷兄弟〈弟弟〉）

2005年
- 阿貴的家族（Big Ben、樹蛙導師）
- 我們這一家（警官B）
- 植木的法則（艾里斯奧·約利亞諾）
- 武器種族傳說（格拉斯·迪亞茲）
- 我太太是高中生（教頭先生）
- 高機動交響曲GPO（艾斯特的父親）
- 索斯機械獸V（灼熱的）
- 怪醫黑傑克（村岡）
- 雪之女王（司祭）
- LOVELESS（青柳清明）

2006年
- 犬神！ （死神「暴力之海」）
- 學園天堂 BOY'S LOVE HYPER！（松岡迅）
- 牙 -KIBA-（日语：牙 (アニメ)）（艾洛尼）
- 蠟筆小新（播音員、其他）
- Keroro軍曹（大石星人）
- 戀愛天使安琪莉可 ～心甦醒之時～（艾略斯）
- Ghost Hunt（林興徐）
- Code Geass 反叛的魯路修（傑雷米亞·哥特瓦爾德、約瑟夫·菲內特）
- 史上最強弟子兼一（奧丁／朝宮龍斗）
- 雙面騎士 ～Le Chevalier D'Eon～（杜蘭[7]）
- 我的裘可妹妹（澤森一也）
- 火影忍者（七節）
- BLACK BLOOD BROTHERS（陣內修吾）
- BLACK LAGOON（庫魯盆費拉）
- 名偵探柯南（庄司真吾）
- 完美小姐進化論（所有人）
- 遊☆戲☆王 怪獸之決鬥GX（基斯·亨特）
- 妖怪人間貝姆 (2006年版)（老師）

2007年
- 京四郎與永遠的天空（綾小路一夜）
- 結界師（式神)
- 戀愛天使安琪莉可 ～光輝的明天～（艾略斯）
- 節哀唷♥二之宮同學（月村美樹彥）
- 彩雲國物語 (第2期)（葵皇毅）
- 逮捕令 全速前進（蘇博士）
- 奔向地球（格萊布·默多克）
- Baccano！（菲爾梅特）
- 女優大試煉（桂木隆[8]）
- BLEACH（石田龍弦）
- 魔法少女奈葉StrikerS（傑爾·斯卡利艾迪）
- 名偵探柯南（奧村刑事）
- MOONLIGHT MILE -Lift off-、-Touch down-（日语：MOONLIGHT MILE）（武內、管制官B、職員、飛行員B、廣播、空中交通管制 等）
- （塔瓦吉·梅多克）

2008年
- 雨夜之月（日语：あまつき）（白綠）
- 淘氣小親親（西垣東馬）
- 家庭教師HITMAN REBORN！（大人型態的里包恩（日语：リボーン (家庭教師ヒットマンREBORN!)））
- 銀魂（破牙檢視）
- 黑塚 -KUROZUKA-（日语：黒塚 KUROZUKA）（賢徳）
- Keroro軍曹（Bariri准尉）
- Code Geass 反叛的魯路修R2（傑雷米亞）
- 哆啦A夢 (水田山葵版)（編輯A）
- 忍者亂太郎（鬼之子之父）
- 馬赫女孩（Nobody）
- 魍魎之匣 （須崎太郎）
- 幻影少年（月影弘樹）

2009年
- 阿拉德戰記 ～Slap Up Party～（蘭格）
- 閃電十一人（研崎龍）
- 蒼天航路（紀靈）
- 犬夜叉 完結篇（殺生丸）
- 奇蹟少女KOBATO.（栩堂琇一郎）
- 忍者亂太郎（毒竹城忍者）
- 名偵探柯南（青裡周平）

2010年
- 無法逃離的背叛 （藤原彌涼）
- 銀魂（巳厘野道滿）
- 閃亮雙胞胎（導演）
- 聖痕鍊金士（弗里德里希·坦納）
- 吸血鬼同盟（讓·穆雷·德魯麥悠）
- 火影忍者疾風傳（白雲葉山）
- 金屬對決 戰鬥陀螺 爆（普天）

2011年
- 哆啦A夢 (水田山葵版)（膠囊）
- 忍者亂太郎（忍者）
- 爆丸3 狩獵保衛者（バリオディウス）
- 遊☆戲☆王ZEXAL（金）

2012年
- 境界線上的地平線II（查爾斯·霍華德[9]>
- 激戰！彈珠人eS（御代五行）
- 刀劍神域 （葛林姆洛克）
- BTOOOM！（伊達政人）

2013年
- 義風堂堂!! 兼續與慶次（近衛前久[10]）
- 鋼彈創戰者（加藤）
- 機巧少女不會受傷（布朗森）
- 玉子市場（魚店「刺身」老闆〈魚谷隆〉[11]、八木老師）
- 聖鬥士星矢Ω（天秤座 紫龍）
- 物語系列 2nd Season（笹藪老師）

2014年
- 斬！赤紅之瞳（時尚教授[12]）
- ONE PIECE（蘇萊曼[13]）

2015年
- 惡魔高校D×D BorN（夏魯巴·別西卜）
- 下流梗不存在的灰暗世界（頂之白）

2016年
- 名偵探柯南 柯南與海老藏 歌舞伎十八番推理（日语：名探偵コナン コナンと海老蔵 歌舞伎十八番ミステリー）（金子英司）
- Schwarzesmarken（海因茲·阿克斯曼[14]）
- 機動戰士鋼彈UC RE:0096（布萊特·諾亞）
- 超自然9人组（我聞是如）

2017年
- élDLIVE宇宙警探（凱西）
- Rewrite 2nd Season -Moon篇、Terra篇-（清水）
- 將國戡亂記（旁白）
- Dies irae（2017～2018，瓦萊利亞·特里法[15]）

2018年
- 銀魂.（巳厘野道滿）
- 平交道時間（齊木[16]）
- 惡魔高校D×D HERO（夏魯巴·別西卜）
- 名偵探柯南（井出正也）
- 關於我轉生變成史萊姆這檔事（2018～2019，費茲）
- 刃牙 (第2作)（鎬紅葉[17]）
- JoJo的奇妙冒險 黃金之風（2018～2019，伊魯索[18]）

2019年
- Star☆Twinkle 光之美少女（香久矢冬貴[19]）
- BEM（詹森[20]）
- 在地下城尋求邂逅是否搞錯了什麼II（察尼斯·盧斯特拉）

2020年
- 八男？別鬧了！（赫爾穆特三十七世）
- 半妖的夜叉姬（殺生丸[21]、旁白）

2021年
- 關於我轉生變成史萊姆這檔事 轉生史萊姆日記（費茲）
- 關於我轉生變成史萊姆這檔事 第2期（費茲）
- 半妖的夜叉姬 貳之章（殺生丸）

2022年
- 名偵探柯南（森川勇一郎）
- BLEACH 千年血戰篇（石田龍弦）
- 艦隊Collection 總有一天，在那片海（提督）

2024年
- 魔導具師妲莉亞永不妥協（卡洛·羅塞堤[22]）
- 關於我轉生變成史萊姆這檔事 第3期（費茲）

2025年
- 完美到難以接近的聖女遭到解除婚約後被賣到鄰國（李奧納多[23]）

### 電影動畫
1996年
- 劇場版 X（桃生封真[24]）

2001年
- 犬夜叉：跨越時代的思念（殺生丸）

2002年
- 6 ANGELS（日语：シックス・エンジェルズ）（麥克）

2003年
- 犬夜叉：天下霸道之劍（殺生丸）

2004年
- 犬夜叉：紅蓮的蓬萊島（殺生丸）
- （若者）

2007年
- 河童之夏（雜誌記者）
- 哆啦A夢：大雄的新魔界大冒險 ～7人魔法使～（編輯）

2011年
- 劇場版 忍者亂太郎：忍術學園全員出動之卷！（潮江文次郎[25]）

2013年
- Arve Rezzle -機器化的妖精們-（日语：アルヴ・レズル -機械仕掛けの妖精たち-）（堅洲世視[26]）
- 名偵探柯南：絕海的偵探（關口誠[27]）

2014年
- 玉子愛情故事（刺身〈魚谷隆〉[28]）

2016年
- ZEGAPAIN ADP（納夫沙）

2017年
- Code Geass 反叛的魯路修I：興道（傑雷米亞·哥特瓦爾德）

### OVA
1994年
- I·R·I·A ZEIRAM THE ANIMATION（日语：I・R・I・A ZEIRAM THE ANIMATION）（盗賊A）
- 湘南純愛組！（冴島俊行）

1995年
- 紺碧艦隊（見木達男）
- YAMATO2520（湯普遜）

1996年
- 銀河英雄傳說（邁因霍夫兵長）

1998年
- 萬能文化貓娘DASH！（若社長）

2002年
- 男男最遊記（日语：私立荒磯高等学校生徒会執行部）（松本隆久[29]）

2003年
- 袖珍女侍小舞（日语：HAND MAID マイ）（黑衣人牧野）

2004年
- 動畫古典文學館「萬葉集」（柿本人麻呂）

2005年
- 永遠的阿賽莉亞 「希望」之聲（日语：永遠のアセリア）（秋月瞬）

2007年
- 異國色戀浪漫譚（日语：異国色恋浪漫譚）（阿爾的同僚）

2008年
- It’s a Rumic World 犬夜叉 ～黑色鐵碎牙（殺生丸）[注 4]
- 漂亮爸爸。（日语：キレパパ。）（神崎）
- 吹奏吧！嘉卡 Return Of 約1年不見（日语：ピューと吹く!ジャガー）（米哈爾雄）

2009年
- 家庭教師HITMAN REBORN！ 彭格列式修學旅行，來了！（大人型態的里包恩（日语：リボーン (家庭教師ヒットマンREBORN!)））

2010年
- 模型戰士鋼彈模型製作家 起始G（伊雷·西諾德）
- SEX PISTOLS2（約書亞·馬克貝阿）

2011年
- 幻想嘉年華（米海爾·羅亞·法丹楊）
- 機動戰士鋼彈UC（布萊特·諾亞）

2012年
- 浪客劍心 新京都篇（齋藤一〈第2代〉）[注 5]

2018年
- 機動戰士鋼彈 THE ORIGIN（布萊特·諾亞[30]）

### 網路動畫
2007年
- 最終試驗鯨魚（日语：最終試験くじら）（皆川）

2022年
- 轟天高校生（諸刃功一[31]）

2024年
- 範馬刃牙 VS 拳願阿修羅（鎬紅葉[32]）

### 遊戲
1996年
- 純愛遊俠 ～永恆微笑～（日语：ブルーブレイカー 〜剣よりも微笑みを〜）

1998年
- 安琪莉可 天空的鎮魂歌（日语：アンジェリーク 天空の鎮魂歌）（艾略斯）
- 新世代機器人戰記（日语：新世代ロボット戦記ブレイブサーガ）（黃金合體黃金勇者／天空合體超級黃金勇者／黃金獸合體超級無敵黃金勇者）
- 心動一百（日语：どきどきポヤッチオ）（保羅／馬克）

2000年
- 安琪莉可 -三重奏-（日语：アンジェリーク トロワ）（艾略斯）
- 新世代機器人戰記2（日语：ブレイブサーガ2）（多藍）
- 千禧夢幻模擬戰（巴瑟拉德·克拉爾、艾略斯）

2001年
- 犬夜叉 PLAYSTATION（殺生丸）

2002年
- 機戰傭兵3（日语：アーマード・コア3）（海市蜃樓代表者）
- 如此地湛藍…（日语：果てしなく青い、この空の下で…。）（八車齊臥）
- （大月埴史）
- 炸彈超人世紀大作戰（日语：ボンバーマンジェネレーション）（MAX）

2003年
- 安琪莉可 Etoile（日语：アンジェリーク エトワール）（艾略斯）
- 天使之谷（日语：Angelic Vale）（札杜馬、貝連）

2004年
- 犬夜叉 ～詛咒的假面～（殺生丸）
- 片神名 ～喪失的因果律～（蘇薩諾）
- 空之森 ～追憶之棲館～（高濱賢吾）

2005年
- 永遠的阿賽莉亞 大地的盡頭（日语：永遠のアセリア）（秋月瞬）
- 武器種族傳說 -翠風之劍-（格拉斯·迪亞茲）
- 編碼時代指導者 ～繼承者與被繼承者～（日语：コード・エイジ コマンダーズ）（海斯·希利）
- 第3次超級機器人大戰α 終焉之銀河（卡利科·麥克雷迪）
- DUEL SAVIOR DESTINY（丹尼·理德）
- 花町物語（各務征士郎）
- （浦井賢章）
- 拉吉亞達物語（日语：ラジアータ ストーリーズ）（克羅斯·瓦德）

2006年
- 犬神！feat.Animation（死神「暴力之海」）
- 召喚夜響曲4（基恩）
- 玉響（久瀨明仁）
- （風間幸廣）
- 蜜×蜜水果糖 LOVE×LOVE HONEY LIFE（龍膽皋月）

2007年
- 史上最強弟子兼一 激鬥！諸神黃昏八拳豪（奧丁／朝宮龍斗）
- 悠久之櫻（日语：悠久ノ桜）（神之邑颯真）
- 暮蟬悲鳴時祭（日语：ひぐらしのなく頃に祭）（小此木）
- （東久世翡翠）
- （浦井賢章）

2008年
- 問答魔法學院5（衛斯）
- 緋紅帝國 ～Circumstance to serve a noble～（日语：クリムゾン・エンパイア〜Circumstance to serve a noble〜）（馬歇爾·艾德）
- Clepsydra ～光與影之十字架～（／墓守[33]）
- Code Geass 反叛的魯路修 LOST COLORS（傑雷米亞·哥特瓦爾德）
- Code Geass 反叛的魯路修R2:盤上的Geass劇場（傑雷米亞·哥特瓦爾德）
- 紫色之焰（九條鋼）
- drastic Killer（日语：drastic Killer）（哈德夫）
- 夢幻遊戲 朱雀異聞（心宿）
- BLEACH 聖戰對決（日语：SEGA×BLEACHプロジェクト）（石田龍弦）
- MELTY BLOOD Actress Again（米海爾·羅亞·法丹楊）
- Real Rode（札因）

2009年
- 家庭教師HITMAN REBORN！DS 火焰決戰X 未來超爆發!!（大人型態的里包恩（日语：リボーン (家庭教師ヒットマンREBORN!)））
- 問答魔法學院6（衛斯）
- 在黑暗盡頭等待你（日语：暗闇の果てで君を待つ）（高坂貴彥）
- 緋紅皇家 ～Circumstance to serve a noble～（日语：クリムゾン・エンパイア〜Circumstance to serve a noble〜）（馬歇爾·艾德）
- 絕體絕命都市3 -步向毀壞的城市與少女之歌-（日语：絶体絶命都市3 -壊れゆく街と彼女の歌-）（冰川慶介）
- 惡魔新娘（日语：デモンブライド）（法皇迪耶斯·伊雷·德斯）
- 乳臭未乾英雄譚 ～太陽和月亮的故事～（日语：なりそこない英雄譚〜太陽と月の物語〜）（格拉罕）
- 寒蟬黎明 Portable MEGA EDITION（小此木）
- 真名法典2（日语：マグナカルタ2）（艾力克斯·拉伊蒙·魯德）

2010年
- 海貓悲鳴時 ～魔女與推理之輪舞曲～（小此木鐵郎）
- 無法掙脫的背叛 -黃昏中墮落的祈禱-（藤原彌涼）
- 永恆的盡頭（瓦修隆）
- 格林童話絕對迷宮 ～七把鑰匙與樂園少女～（日语：絶対迷宮グリム 〜七つの鍵と楽園の乙女〜）（雅各布·格林）
- 忍者亂太郎：學園對抗戰方塊之卷！（潮江文次郎）
- 掌握命運！～Only the power of will～（日语：のーふぇいと! 〜only the power of will〜）（宇宙統一機構總司令官）
- NO MORE HEROES 英雄們的樂園（死亡金屬）
- 華戀v武士×騎士（日语：華恋vサムライ×騎士）（二階堂浩一）
- 金屬對決 戰鬥陀螺 攜帶版：超絕轉生（普天）
- Real Rode PORTABLE（札因）

2011年
- 安琪莉可 魔戀的六騎士（日语：アンジェリーク 魔恋の六騎士）（雷維亞斯）
- 海貓悲鳴時 ～真實與幻想的夜想曲～（小此木鐵郎）
- 女神戀曲（日语：神なる君と）（二之神弓鶴）
- 問答魔法學院8（衛斯）
- 格林童話絕對迷宮 導演剪接版 ～七把鑰匙與樂園少女～（日语：絶対迷宮グリム 〜七つの鍵と楽園の乙女〜）（雅各布·格林）
- 第2次超級機器人大戰Z 破界篇／再世篇（傑雷米亞·哥特瓦爾德）

2012年
- 危險戀情搜查室（日语：アブナイ恋の捜査室）（藤守慶史[34]）
- SD鋼彈 G世代 OVER WORLD（布萊特·諾亞、玩家角色[35]）
- 解放少女（日语：GUILD SERIES）（雲母才藏[36]）
- 機動戰士鋼彈 Online（布萊特·諾亞）
- 問答魔法學院 賢者之扉（衛斯）
- 超級機器人大戰OG傳奇 魔裝機神 THE LORD OF ELEMENTAL（日语：スーパーロボット大戦OGサーガ 魔装機神 THE LORD OF ELEMENTAL）（拉賽茲·諾巴斯特）
- 時光旅行者（澤木深）
- Dies irae ～Amantes amentes～（瓦萊利亞·特里法[37]）
- 炸彈★判斷（日语：バクダン★ハンダン）（調邊步[38]）
- PROJECT X ZONE（瓦修隆[39]）
- 浪客劍心 完醒（齋藤一[40]）

2013年
- 裏語 薄櫻鬼（武市半平太[41]）
- 解放少女 SIN（日语：解放少女 SIN）（雲母才藏[42]）
- 境界線上的地平線 PORTABLE（查爾斯·霍華德[43]）
- CONCEPTIONII 七星的引導與瑪祖爾的惡夢（日语：CONCEPTIONII 七星の導きとマズルの悪夢）（瓦茲）
- JoJo的奇妙冒險 全明星大亂鬥（日语：ジョジョの奇妙な冒険 オールスターバトル）（威卡畢博[44]）
- 大正鬼譚（日语：大正鬼譚）（西嶋院長[45]）
- 機巧少女不會受傷 Facing "Burnt Red"（路西法[46]）

2014年
- 裏語 薄櫻鬼 ～曉之旋律～（武市半平太[47]）
- 機動戰士鋼彈 極限vs.全力爆發（日语：機動戦士ガンダム エクストリームバーサス マキシブースト）（布萊特·諾亞）
- Rewrite（教官）
- 問答魔法學院 天之學舎（衛斯[48]）
- 第3次超級機器人大戰Z 時獄篇／天獄篇（布萊特·諾亞）
- 大正鬼譚 ～言之葉櫻～（西島院長[49]）

2015年
- 危險戀情搜查室 ～Eternal Happiness～（藤守慶史[50]）
- 憂世之浪士（日语：憂世ノ志士・憂世ノ浪士）（武市半平太）
- 憂世之浪士（武市半平太）
- 幻影異聞錄♯FE（旗中八津房[51]、迦捏夫）
- JoJo的奇妙冒險 天國之眼（威卡畢博）
- 新裝版緋紅帝國 ～Circumstance to serve a noble～（日语：クリムゾン・エンパイア〜Circumstance to serve a noble〜）（馬歇爾·艾德）
- 絕對迷宮 祕密的拇指公主（明之織月／闇夜之月[52]）
- 暮蟬悲鳴時（小此木）
- PROJECT X ZONE 2：BRAVE NEW WORLD（日语：PROJECT X ZONE 2:BRAVE NEW WORLD）（瓦修隆[53]）

2016年
- 最終騎士 -X fragments-（[54]）
- 召喚夜響曲6 消逝的境界（日语：サモンナイト6 失われた境界たち）（基恩[55]）
- 超級機器人大戰OG THE MOON DWELLERS（卡利科·麥克雷迪）
- Dies irae ～Interview with Kaziklu Bey～（瓦萊利亞·特里法[56]）
- 東京放學後召喚師（日语：東京放課後サモナーズ）（傑特·馬洛斯[57] 等）

2017年
- 超級機器人大戰V（布萊特·諾亞）
- 足球小將翼 ～奮戰夢幻隊～（日向小次郎[58]）
- 聖火降魔錄無雙（迦捏夫）
- BLEACH: Brave Souls（石田龍弦）

2018年
- 超級機器人大戰X（傑雷米亞·哥特瓦爾德）
- 聖火降魔錄 英雄雲集（萊納斯、加內夫）
- 星海遊俠：回憶（日语：スターオーシャン:アナムネシス）（瓦修隆）
- 愛琳：末神世界（[59]）
- 超級機器人大戰X-Ω（日语：スーパーロボット大戦X-Ω）（布萊特·諾亞）

2022年
- 原神（「隊長」卡皮塔諾）

### CD

#### 廣播劇CD
- 危險★戀情搜查室（日语：アブナイ★恋の捜査室）系列（藤守慶史）
  - 危險★戀情搜查室 ～愉快的溫泉旅行篇～
  - 危險★戀情搜查室 ～阻止與她聯誼吧！篇～[60]
  - 危險★戀情搜查室 ～恐怖的露營篇～[61]
- 安琪莉可系列（艾略斯）
- Vie Durant（日语：Vie Durant） 系列（里昂）
  - Vie Durant 4 Prince Noir -avant-
  - Vie Durant 5 Prince Noir -apres-
- 犬夜叉系列（殺生丸）
  - CD2 ～竹取翁凶暴～（〃）
  - 廣播劇專輯2「犬夜叉 嵐祭島！」
  - 廣播劇專輯特別篇「犬夜叉 紅白歌合戰！」 犬夜叉版、殺生丸版
  - 犬夜叉第559話 （Wide版全卷預約特典）
- （十郎）
- 電視動畫「無法掙脫的背叛」原聲廣播劇CD1、3（藤原彌涼）
- X 角色檔案7 FUMA&KAMUI（桃生封真）
- 王樣老師 喜不自禁♥廣播劇CD（佐伯鷹臣）[注 6]
  - 王樣老師 真冬里歸來Returns（佐伯鷹臣）[注 7]
- 大叔專科 Vol.4 Family Business ～危險搜査線～（鮫島省吾）
  - 大叔專科Reading Vol.3「背叛的街角 ～BACK STABBERS～」（鮫島省吾）
- 活動音劇 偵探青貓（硝子蝙蝠）
- 京四郎與永遠的空 「天使們的協奏曲 ～與早春的相見～」（綾小路一夜）
- 歡迎光臨麒麟幼稚園（久住恭介）
- 惡靈狩獵 ～Ghost Hunt 被遺忘的孩子們 前篇、後篇（林興徐）[注 8]
- 魔法龍術士 ～前往海邊物語～（西歐利亞）
- Code Geass 反叛的魯路修 Sound Episode系列（傑雷米亞·哥特瓦爾德）
  - Code Geass 反叛的魯路修 Sound Episode 5
  - Code Geass 反叛的魯路修R2 Sound Episode 3－4、6
  - Code Geass 反叛的魯路修R2 Sound Variety R18[注 9]
- 殺彼（日语：殺彼-サツカレ-）（九條薰）
- 城市獵人（米克·安傑）
- 少年進化論（日语：少年進化論） 1－2（杉野禎人）
- 青桃院學園風紀錄（日语：青桃院学園風紀録）系列（篁朱雀）
- 天使禁獵區（拉斐爾）
- 愛情魔力（黑石惠）
- 友好公園 1－2（山本）
- 忍者亂太郎系列（潮江文次郎）
  - 一之卷～二之卷
  - 會計委員會之卷
  - 六年級之卷
  - 『忍蛋電台來了！之卷』與『你就是這樣的孩子之卷』[62]
  - 一年伊組之卷 ～上卷～
  - 一年伊組之卷 ～下卷～
- 八犬傳 -東方八犬異聞-（里見莉芳）
- Drama CD 薔薇孃之吻 ～rose1－2～（亞妮絲的父親〈八麻本舒瓦茲〉）
- beatmania IIDX spin-off drama ROOTS26S[suite] Vol.1（孔雀）
- 暮蟬悲鳴時祭（日语：ひぐらしのなく頃に祭） 羞晒篇（小此木）
- 美女與野獸 ～星之首飾～（魔女、旁白）
- 機器GIRL（日语：ひなどりGIRL）（石川英才）
- 女優大試煉系列（桂木隆）
  - 女優大試煉 原聲廣播劇&BGM專輯 Vol.1「麥篇」
  - 女優大試煉 原聲廣播劇&BGM專輯 Vol.2「野乃篇」
- 冰之魔物語（布拉德）
- 火焰之纹章 黎明篇／紫嵐篇（日语：ファイアーエムブレム (佐野真砂輝&わたなべ京の漫画)#ドラマCD）（阿貝爾[63]）
- Fate/Grand Order 英靈傳承廣播劇CD 英靈傳承異聞 ～巖窟王 艾德蒙·唐泰斯～（塔朗泰拉／米海爾·羅亞·法丹楊）
- FINAL FANTASY:UNLIMITED After 2（索爾加修）
- 波族傳奇（日语：ポーの一族） 第4卷（亨利）
- 胖嘟嘟游泳社（日语：ぽちゃぽちゃ水泳部）（鈴木先生[64]）
- 無責任艦長系列（哈羅魯特·香取）
  - MUSIC FILE 4 我田引水
  - MUSIC FILE 8 百花撩亂[注 10]
  - SOUND NOTE 2 DELIGHTFUL
- LOVELESS系列（青柳清明）
- 戀愛上等型男學園系列（水瀨啟一朗）
  - 戀愛上等型男學園
  - 戀愛上等型男學園2 -再見，冴島老師-
- 出租執事（日语：レンタル執事） Drama CD Vol.1（間宮巧）

### BLCD
- （奧園修治）
- （立花睦月）
  -  ～Second Season～ 第五彈E／謎之青年實業家 立花睦月篇（立花睦月）
- 英國紳士（艾德華）
- ENDLESS系列（寶芳宗）
- YEBISU Celebrities（日语：YEBISUセレブリティーズ） 1－4、Grand Finale（綿貫凌）
- S -裂罅-（五堂能成）
  - S -殘光-（五堂能成）
- 王子☆遊戲（日语：王子様☆ゲーム）（龍苑）
- 我收拾老爹了（中谷）
- （江崎陸）
- （若村也）
  - （若村也）
- （筒見）
- ～鏡花妖怪秘帖～ 夜叉的戀路（神谷千景）
- （牧祐介）
- 系列（李德文）
  - 男
- 戀愛暴君2（森永國博）
- 戀愛茶的作法（日语：コイ茶のお作法）系列（蓮根一真）
- 戀愛的～ 系列（中村啓介）
  - 戀愛的調味料
  - 戀愛的品嚐
- 極·愛（鬼塚賢吾）
  - 極·豔（鬼塚賢吾）
- （諏訪拓也）
  - （諏訪拓也）
- （榎本仁）
- （穆沙）
- 新宿無聊的男人 ～欲望的法則～（春野秀二）
- （山滋）
  - （山滋）
- （奇斯）
- 蝶花（瓦爾加·修奈特）
- （福萊特）
  - 執事的受難和主人的秘密 上、下、番外篇（福萊特）
- （甲田尚臣）
- （久住弘樹）
- （江阪武彰）
- 花降樓 系列（楼主）
- BL偵探（釜藏河童子）
- 秘書育成中。（鍛冶宗晃）
- VIP -棘-（谷崎仁志）
- （楡崎）
- （秋原修一郎）
- （秋原修一郎）
- 秘密新藥實驗中！（篠田黎一）
- （風間幸廣）
- 粉紅色的子貓（久住弘樹）
- 不遜的野蠻（青山隆一）
- 藍色的子貓（久住弘樹）
- 寵物工作中（工藤徹）
- （雷納德紋章院官員）
- （中谷佐和）
- 正午之月 1、2（平）
- 令人著迷（久住弘樹）
- （高遠信符）
- 無敵的我們系列（露木智司）
- 野蠻的浪漫主義者（蘆屋愁時）
- （中臣由浩）
- 夢見星座（柳沼）
- LOVE SEEKER 1－3（須賀恭介）
- LOVE PRISM（夏野傳）
- Lamento -BEYOND THE VOID- DRAMA CD Vol.3（萊伊的父親）
- 龍王的愛人（草壁智之）
- 戀愛操作 1－4（山代啓）
- 任性王子的危險的吻（倉橋奏人）
  - 任性王子的甜蜜陷阱（倉橋奏人）
- 2、3（戶倉准教授）
- 請饒了我吧（瀨名匠）

#### 廣播、朗讀CD
- HONEY BEE（日语：ハニー・ビー） 數羊晚安系列 Vol.19

### 廣播劇
- 無責任俱樂部（哈羅魯特·香取）
  - 共演：八奈見乘兒共同進行二人芝居[注 11]

### 外語配音
※作品依英文名稱及英文原名排序。

#### 演員
傑森·畢格斯
- 美國派系列（詹姆斯·“吉姆”·列文斯坦）
  - 美國派
  - 美國派2
  - 美國派3：美國婚禮
  - 美國派4：美國重逢
- 呆瓜向前衝（保羅·坦尼克）

#### 電影
- 第六日（P·威利〈洛尼·羅蘭德（英语：Rodney Rowland）〉）※影碟版。
- 為奴十二年（山繆·巴斯〈布萊德·彼特〉）
- 驚天駭客（英语：24 Hours in London）（里昂〈托尼·倫敦〉）
- 28天（賈斯珀〈多米尼克·韋斯特〉）
- 300勇士：帝國崛起（埃斯庫羅斯〈漢斯·麥瑟遜〉）※劇院公映版。
- 英雄本色（譚成〈李子雄〉）※舊DVD版。
- 漫步在雲端（英语：A Walk in the Clouds）（佩德羅·阿拉貢〈佛萊迪·羅利葛茲〉）
- 睜開你的雙眼（西薩〈愛德華多·諾列加〉）
- 王牌威龍（丹·馬里諾（英语：Dan Marino）[注 12]）
- 愛在奔馳（英语：All the Pretty Horses (film)）（萊西·羅林斯〈亨利·托馬斯〉）
- 狂蟒之災（馬特奧〈文森·卡斯特拉諾斯（英语：Vincent Castellanos）〉）※朝日電視台版。
- 刺客戰場（英语：Assassins (film)） ※影碟版。
- 浴火赤子情（英语：Backdraft (film)）（Tim Krizminski〈Jason Gedrick〉）※富士電視台版。
- 蝙蝠俠大顯神威 ※影碟版。
- 衝出封鎖線（Bazda上校〈Marko Igonda〉[65]）※富士電視台版。
- 各懷鬼胎（英语：Best Laid Plans (1999 film)）（Bryce〈喬許·布洛林〉）
- 遠東之旅（英语：Beyond Rangoon）
- 生化戰士2：迷城篇（Toa Vakama〈Alessandro Juliani〉）
- 火爆任務（英语：Black Dog (film)）（Wes〈Brian Vincent〉）※影碟版。
- 黑鷹計劃（麥可·杜倫准尉〈朗·埃達德〉）※東京電視台版。
- 神鬼認證：神鬼疑雲（丹尼·佐恩〈加布里埃爾·曼〉）※日本電視台版
- 衝出蟲圍（英语：Bugs (2003 film)）（克列舍夫斯基）
- 蝴蝶效應（喬治·米勒〈埃里克·斯托爾茲〉）
- 瘋狂的塞西爾（英语：Cecil B. Demented）
- 阿達球迷鬧籃壇（英语：Celtic Pride）（迪昂·山德斯（英语：Deion Sanders）[注 12]、拉爾赫）
- 克麗絲汀魅力
- 巔峰戰士（英语：Cliffhanger (film)）（Evan〈Max Perlich〉）※富士電視台版。
- 科洛弗檔案（Jason Hawkins〈Mike Vogel〉）
- 喜糖（英语：Confetti (2006 film)）（麥特〈馬丁·弗里曼〉）
- 警察帝國（Murray Babitch〈Michael Rapaport〉）※影碟版。
- 決戰雪山之巔峰（英语：Crackerjack (1994 film)）（Mario〈Frank Cassini〉）
- 真情世界（英语：The Cure (1995 film)） ※富士電視台版。
- 與狼共舞 ※日本電視台版。
- 人鬼雙胞胎（英语：The Dark Half (film)）（Fred Clawson〈Robert Joy〉）※東京電視台版[注 13]。
- 明天過後（Parker〈Sasha Roiz〉）※影碟版。
- 深海攔截大海怪（Mamooli〈克利夫·柯蒂斯〉）※朝日電視台版。
- 越空狂龍 ※影碟版。
- 魔鬼8號（英语：The Devil's 8）（Sonny〈Fabian〉）※東京電視台版。
- 怵目驚魂28天（Kenneth Monnitoff醫師〈諾亞·懷勒〉）
- 魔幻屠龍（King Einon〈大衛·休里斯〉）※日本電視台版。
- 白象 (2011年電影)（英语：白象）（Jimmy the Brit〈凱文·貝肯〉）
- 魔鬼末日（英语：End of Days (film)）（醫院的警官）※影碟版。
- 魔蠍女殺手（日语：地獄の女囚コマンド） ※富士電視台版。
- 奪面雙雄（Burke Hicks〈托馬斯·簡〉）※影碟版。
- 怒火風暴 ※VHS版。
- 幽靈警探（英语：The First Power） ※VHS版。
- F.L.E.D.亡命悍將（英语：Fled）（Luke Dodge〈斯蒂芬·鲍德溫〉）
- 贏向一生的挑戰（英语：The Game of Their Lives (2005 film)）（Frank Wallace）
- 密西西比謀殺案（英语：Ghosts of Mississippi）
- 心靈捕手（Clark）
- 警察帝國（Murray Babitch〈邁克·拉帕波特〉）※影碟版。
- 綠色奇蹟（William "Wild Bill" Wharton〈山姆·洛克威爾〉）※DVD版。
- 分屍（英语：H (2002 film)）（申賢〈曹承佑〉）
- 漢堡高地 ※TBS版。
- 人魔（Franco Benetti搜查官〈Andrea Piedimonte〉）※影碟版。
- 魔鬼士官長（Fragetti〈Vincent Irizarry〉）※朝日電視台版。
- 金龜車賀比（英语：Herbie: Fully Loaded）
- 沙漠騎兵（英语：Hidalgo (film)）
- 小鬼當家3（Burton Jernigan〈Lenny Von Dohlen〉）※影碟版。
- 夜訪吸血鬼（記者／Daniel Molloy〈克利斯汀·史萊特〉）※東京電視台版。
- 人妖打排球（英语：The Iron Ladies）（Mon）
- 詹姆士·龐德系列
  - 詹姆士·龐德：殺人執照（達里奧〈班尼西歐·狄奧·托羅〉）朝日電視台版。
  - 詹姆士·龐德大戰特務飛龍（費利克斯·萊特（英语：Felix Leite）〈約翰·泰利（英语：John Terry (actor)）〉）※朝日電視台版。
  - 詹姆士·龐德勇破爆炸黨（奧洛夫將軍〈史蒂芬·貝寇夫（英语：Steven Berkoff）〉）※DVD新錄製版。
- 征服情海（法蘭克·“庫什”·庫什曼〈傑瑞·奧康內爾〉）※影碟版。
- 捍衛機密（英语：Johnny Mnemonic (film)）（越南人）
- 特警判官 ※富士電視台版。
- 逃出魔幻紀（詹姆士·“吉姆”·謝波德〈馬爾科姆·史都華〉）※VHS、舊DVD版。
- 森林王子（英语：The Jungle Book (1994 film)） ※朝日電視台版。
- 危險機密（英语：The Juror） ※影碟版。
- 加州殺手（英语：Kalifornia）（Walter Livesy）
- 小子難纏3（英语：The Karate Kid Part III）（Mike Barnes〈Sean Kanan〉）※富士電視台版。
- 殺手風雷 (1996年電影)（洪刑事）
- 古墓奇兵（Bryce Turing〈諾亞·泰勒〉[66]）※DVD版。
- 古墓奇兵：風起雲湧（Bryce Turing〈Noah Taylor〉）※DVD版、（Nicholas Petraki〈Daniel Caltagirone〉）※朝日電視台版。
- 終極尖兵（英语：The Last Boy Scout）（M.C.）※富士電視台版。
- 轟天炮2（喬治）※朝日電視台版。
- 轟天炮4（Lee Butters〈基斯·洛克〉）※影碟版。
- 魔鬼報復者（英语：Liberty Stands Still）
- 夢幻殺人檔案（英语：Lord of Illusions）（Billy Who）
- 呆瓜向前衝（英语：Loser (film)）（Paul Tannek〈賈森·比格斯〉）
- 真愛至上（John〈Martin Freeman〉）
- 情人（兄〈阿諾·喬瓦尼內蒂（英语：Arnaud Giovaninetti）〉）※影碟版。／（弟〈梅爾維·珀波（英语：Melvil_Poupaud）〉）※日本電視台版。
- 極地戀人（英语：Lovers of the Arctic Circle）
- 月亮上的男人（英语：Man on the Moon (film)）
- 猛鬼工廠（英语：The Mangler (film)）
- 天龍戰警（英语：Marked For Death） ※影碟版。
- 記憶突變（英语：Memory (2006 film)）（Taylor Briggs醫師〈比利·贊恩〉）
- MIB星際戰警（Reggie Redgick〈Patrick Breen〉）※影碟版。
- 梅漢林：死亡本能 Part2（Jacques Dallier〈Alain Fromager〉）
- 魔宮帝國（劉鋼（英语：Liu Kang）〈仇云波〉）※VHS版。
- 攔截時光隧道（英语：Millennium (film)）（Kevin Briley〈Philip Akin〉）※VHS版。
- 八面埋伏（Bobby Whitman〈伊昂·拜利〉）
- 不可能的任務：鬼影行動（Trevor Hanaway〈喬許·霍洛威〉）
- 銀線風暴（英语：Money Train） ※影碟版。
- 天使聖物：骸骨之城（華倫泰·摩根斯坦〈喬納森·雷·麥耶斯〉）
- 殭屍先生5（馮）
- 男人的一半還是男人（邁克·沃特斯〈瑞凡·費尼克斯〉）
- 攔截目擊者（英语：Narrow Margin）（調酒師）※富士電視台版。
- 一吻定江山（山姆·庫爾森〈邁克·瓦爾坦〉）※WOWOW版[注 14]。
- 永不忘記 (2008年電影)（安迪〈克里斯·霍頓-里德（英语：Kris Holden-Ried）〉）
- 沒有比這更偉大的愛（英语：No Greater Love (1996 film)）（George Winfield〈邁克·蘭德斯〉）※東京電視台版。
- 驚爆魔鬼悍將（英语：No Tomorrow (film)）（Jason〈蓋瑞·丹尼爾斯〉）
- 顫慄汪洋2（英语：Open Water 2: Adrift）（詹姆士〈小理察·斯貝特〉）
- 法外出擊（英语：Out For Justice）（Bochi、Picolino、Bartender）※影碟版。
- 潘朵拉計劃（英语：The Pandora Project）（Bruce Bobbins〈Jeff Yagher〉）
- 溫馨家族（英语：Parenthood (film)）（Tod Higgins〈基努·里維斯〉）※東京電視台版。
- 百貨戰警2（Vincent Sofel〈尼爾·麥克唐納〉[67]）
- 珍珠港（Billy Thompson〈威廉·李·史考特〉）※影碟版。
- 費城故事
- 狙擊電話亭
- 警察故事4之簡單任務
- 真相追殺令（英语：Pressure (2002 film)）（史提夫）
- 閃電奇蹟（英语：Powder (film)）（Skye〈Reed Frerichs〉）※影碟版。
- 第一滴血續集 ※朝日電視台版。
- 紅色警探
- 神鬼莫測（Rudy Duncan〈班·阿弗萊克〉）※影碟版。
- 臥底殺機（英语：Renegades (1989 film)） ※朝日電視台版。
- Robowar（英语：Robowar (film)）（直昇機機師）
- 洛基4：天下無敵 ※朝日電視台版。
- 羅密歐與茱麗葉之後現代激情篇（Mercutio〈Harold Perrineau〉）※影碟版。
- 醉後型男日記（英语：The Rum Diary (film)）（Hal Sanderson〈艾倫·艾克哈特〉）
- 都是愛情惹的禍（建築師（Eric Chase Anderson））※影碟版。
- 鬼頭天兵（英语：Sgt. Bilko）（Wally Holbrook曹長〈Daryl Mitchell〉）
- 截殺任務（英语：Sonic Impact）（約翰）※DVD版。
- 反恐特警組（Alexander Montel〈奧利佛·馬丁內斯〉[68]）※富士電視台版。
- 戰地巨蟒（英语：Sand Serpents）（Richard Stanley中尉〈Jason Gedrick〉）
- 搶救雷恩大兵（James Frederick 'Minnesota' Ryan〈Nathan Fillion〉）※影碟版。
- 驚聲尖笑（Greg Phillipe〈洛奇林·莫羅〉）
- 桃色殺機（英语：Separate Lives (1995 film)）（Keno Sykes〈馬克·林賽·查普曼〉）
- 致命邊緣（英语：超常殺人者2）（Paul Douglas〈泰勒·尼科斯〉）
- 斷頭谷（布朗·凡·布魯恩特〈卡斯柏·范狄恩〉）※東京電視台版。
- 截殺任務（英语：Sonic Impact）（約翰·史特勞斯〈希斯·盧爾伍德〉）※影碟版。
- 捍衛戰警（泰瑞）※富士電視台版。
- 捍衛戰警2：喋血巡洋（Merced〈Brian McCardie〉）※富士電視台版。
- 殺破狼（殺手阿傑〈吳京〉）
- 驚逢敵手（英语：Steal Big Steal Little）（Emilio Campos〈Nelson Marquez〉）
- 史黛拉（英语：Stella (1990 film)）（Pat Robbins〈William McNamara as〉）※日本電視台版。
- 突破山脈（日语：ストライキング・レンジ）（Brice Billings〈特洛伊·貝克〉）
- 變種毒蠍（英语：Tail Sting）（史考特）
- 探戈與金錢（英语：Tango & Cash）（Gunman〈Philip Tan〉、與Cash同房的囚犯）※朝日電視台版。
- 忍者龜 (1990年電影) ※影碟版。
- 在美國撒謊（英语：Telling Lies in America）（Kevin Boyle〈Jonathan Rhys Meyers〉）
- 奪金三王（Troy Barlow〈馬克·華伯格〉）※DVD、BD版。
- 猛虎島（Jim Paxton〈馬修·戴維斯〉）
- 鐵達尼號（Fabrizio〈丹尼·努奇〉）
- 你逃我也逃（機師1、德軍4、演者、德軍12、客人1）※TBS版[注 14]。
- 塔克：其人其夢（英语：Tucker: The Man and His Dream）（Preston Tucker, Jr.〈克利斯汀·史萊特〉）
- 魔鬼戰將（Nash二等兵、Cue Ball）※影碟版。
- 危情時速（Scott Werner〈凱文·考利甘〉）
- V怪客（Roger Dascombe〈Ben Miles〉）
- 夢醒人生（英语：Waking Life）（Caveh Zahedi[注 12]）
- 第三者（Luke Stanford〈馬修·里沃德〉）

#### 電視影集
- 24 (第5季)（Anton Beresch）
- 家族的誕生（李亨哲）
- 兄弟連
- Bull（英语：Bull (2000 TV series)）（卡森）
- 代號：永恒（英语：Code Name: Eternity）（Dent〈Gordon Currie〉）
- 諜影迷情 (第2季)（Roy Gaskin）
- 犯罪心理（第2季：查爾斯、第4季：史蒂芬、第6季：比利、第8季：菲利浦·康納爾）
- CSI犯罪現場：邁阿密 (第9季)（葛瑞格·卡洛馬爾〈馬克·佩雷格里諾〉）
- CSI犯罪現場：紐約 (第4季)
- 末世黑天使（Ben、Alec[注 15]）
- 玩偶特工
- 急診室的春天（Dennis Gant醫生〈奧馬爾·愛普斯〉）
- 歡樂合唱團（Dustin）
- 奪命島（英语：Harper's Island）（Cal Vandeusen〈亞當·坎貝爾〉）
- 哈莉與法律（切斯特）
- 殘酷的國度（英语：Harsh Realm）（Hobbes）
- 超時空戰將（英语：Highlander: The Series）（Richie Ryan）
- 綁架（安迪）
- 靈媒緝凶 (第6季)（Eric Westphal博士）
- 心計 ※DVD版。
  - 第2季（Adam Reed〈Jon Sklaroff〉）
  - 第4～6季（Ray Haffner〈Reed Diamond〉）
- 疑犯追蹤（Chris Scullard）
- 金剛戰士系列
  - 金剛戰士（Skull〈Jason Narvy〉、Baboo）
  - 金剛戰士Turbo（英语：Power Rangers Turbo）（Jethro、Strike Out）
- 羅馬的榮耀（馬爾庫斯·尤利烏斯·布魯圖斯〈托比亞·曼齊司〉）
- 歡樂單身派對（傑里·賽恩菲爾德〈傑里·賽恩菲爾德[注 16]〉）※DVD版。
- 新上海灘 (2006年電視影集)（許文強〈黃曉明〉）
- 倫敦女狼人（英语：She-Wolf of London）（Julian Matheson〈Scott Fults〉）
- 外交邊緣（Christopher Styles〈Noam Jenkins〉）
- 超自然檔案
  - 第4季（十字岔路的惡魔 等）
  - 第5季（帕特里克）
  - 第7季（醫師、波比的父親）
- 危急最前線 (第4季)（英语：Third Watch）（波比）
- 超人力霸王帕瓦德（Kyle Morrison、核電廠職員）
- 結婚故事（徐鎮熙）
- Zen（英语：Zen (TV series)）

#### 動畫
- 安徒生童話 (2005版)（Sven）
- 樂高生化戰士2：迷城篇（Vakama）
- 唐老鴨俱樂部（Homer）
- 嗨嗨帕妃亞美由美（Flash Bachmann）
- 大力士（英语：Hercules (1998 TV series)）（男性）
- 拼命郎約翰尼（Johnny Bravo〈Jeff Bennett〉）
- 小美人魚
- 神奇校巴（英语：The Magic School Bus (TV series)）（Plot老師）
- 小熊維尼歷險記（老鼠）
- 馬達加斯加爆走企鵝（秘密探長／狼〈班奈狄克·康柏拜區〉）
- 辛普森一家（Jessie Glass、技術者）
- 變形金剛 (未播映版)（Hound）
  - 變形金剛 (第4季)（Stylor、Cerebros、Sureshot、Caliburst、Triggerhappy）
- 神偷卡門（Chotu）

### 旁白
廣告
- 黃金勇者玩具廣告
- 太田胃散（日语：太田胃散）
- 7-Eleven（至2010年擔任）
- 日本興亞損保（日语：日本興亜損害保険）
- SD鋼彈 G世代 OVERWORLD （第2彈廣告）

### 電視劇
TBS
- 我們的小鎮3（日语：わが町 (テレビドラマ)）（1993年10月12日，週二懸疑劇場）－警官
- 不在場證明（1991年11月26日，週二懸疑劇場）－被害者

### 電影
- 哥吉拉vs王者基多拉（1991年）－警備員
- selfish（立命館大學畢業制作作品，2011年）－加藤清久

### 實境
- 無責任艦長 情報版 搶先立功篇（1992年發行錄影帶中的專訪）
- 第3回 花之聲優界！明星☆保齡球（日语：花の声優界! スター☆ボウリング）2007「人生投玉投。SP」（2007年8月19日播出）

### 其它
- 兒童布偶劇場（日语：こどもにんぎょう劇場）
- 卡通頻道焦點廣告（拼命郎約翰尼）
- 小說手機『RENT HEAD』（空振監督[69]）

## 書籍
- 成田劍 1st寫真集（2009年2月14日）

## 腳註

## 外部連結
- Aksent所屬期間的聲優簡介 （日語）（2008年4月30日的互聯網檔案館）